# Flak-Kaserne (Weimar)

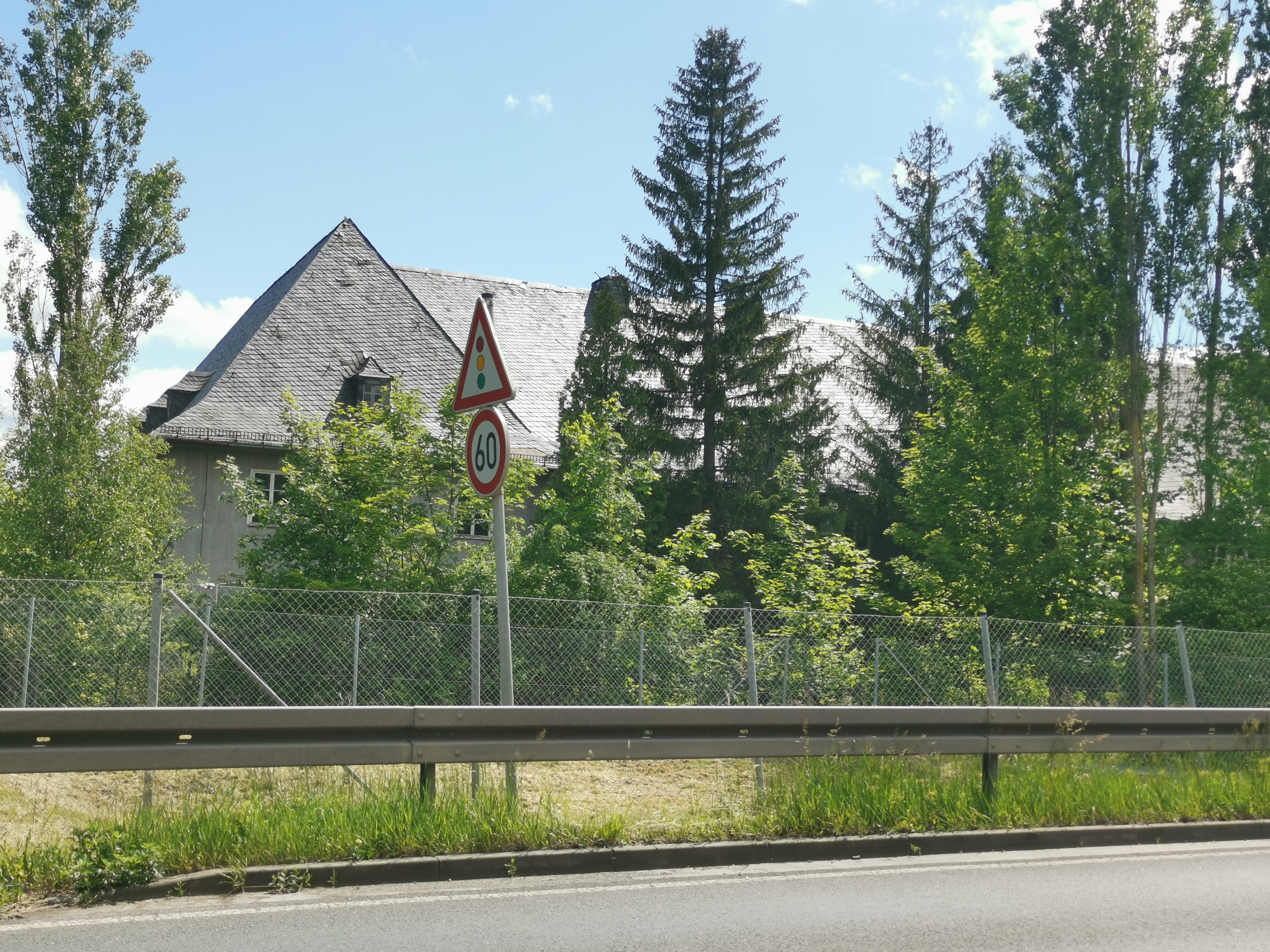
Ettersburger Straße 110 Offizierskasino (Weimar)

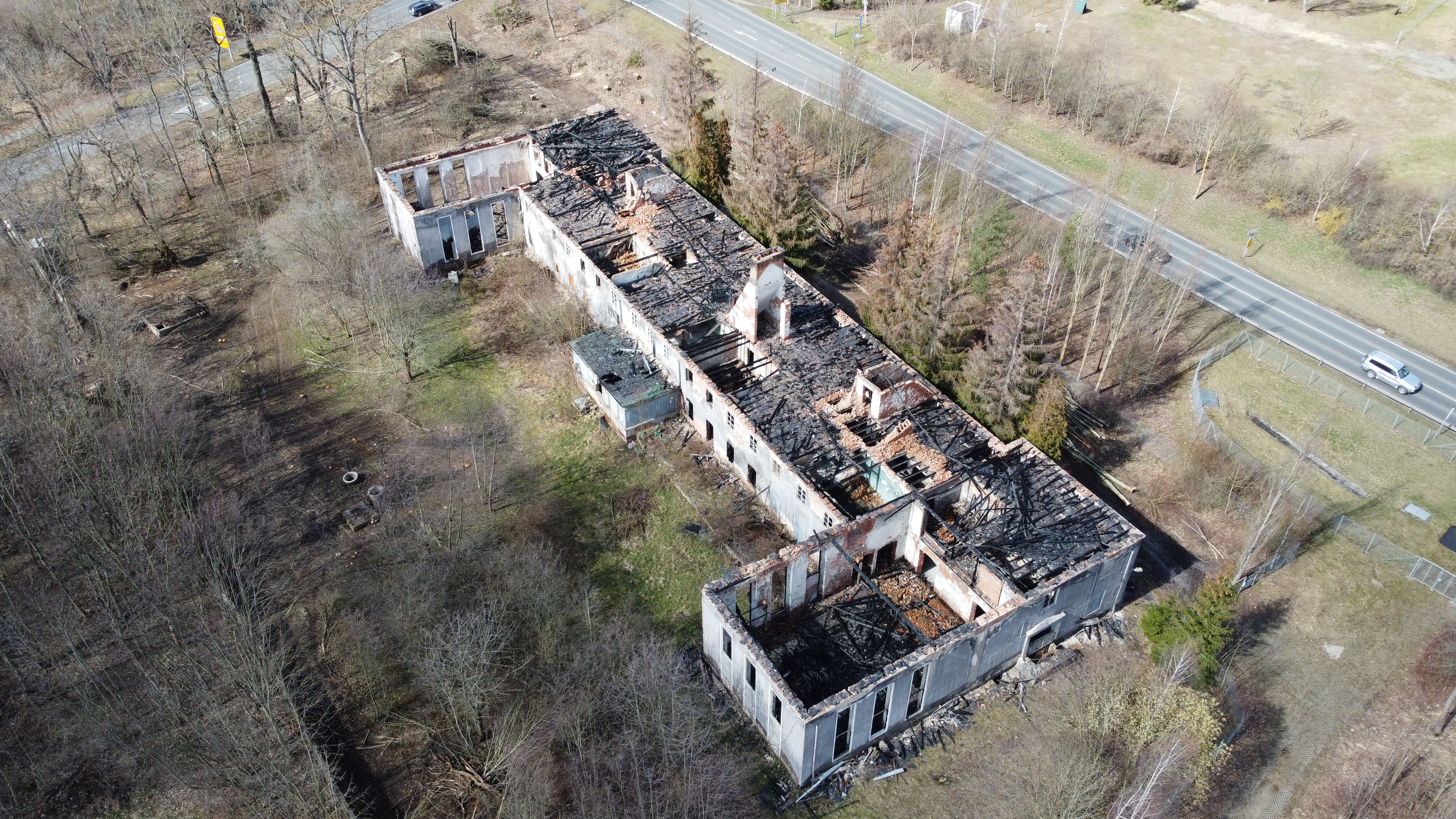
Ruine der Flak-Kaserne nach dem Brand von 2021

In der Ettersburger Straße befand sich bis 2011 die alte Flak-Kaserne in Weimar-Nord.
Dieser 1935 errichtete Komplex auf der Ostseite der Ettersburger Straße wurde durch die Luftwaffe der Wehrmacht im Dritten Reich betrieben, nach dem Krieg – nach zwischenzeitlicher Nutzung durch die US-Army – dann auch durch die Rote Armee.
Der Ausbau Weimars, der Hauptstadt des „Schutz- und Trutzgaus“ Thüringen zur Garnisonsstadt, ließ die Stadt zum Ziel von Bombenangriffen werden. Dennoch blieb das Ensemble der letzte weitgehend vollständig erhaltene historische Kasernenkomplex in Weimar und stand auf der Liste der Kulturdenkmale in Weimar (Einzeldenkmale). Der Komplex wurde auch auf  Postkarten abgebildet.  Ähnlich den Streichhan-Kasernen sollte er eine Art Weimarer Akropolis sein. Das Gebäude wurde u-förmig angelegt wie auch das Offizierskasino und teilweise gab es eine Durchgrünung des Geländes. Die westlich der Ettersburger Straße gelegenen Kasernen hatten gegenüber der östlich dieser angeordneten Kaserne(n) einen geringeren künstlerischen Anspruch.
Sein Abriss erfolgte von der Weimarer Öffentlichkeit weitgehend unbemerkt.  Dass der Abriss vollzogen wurde, lag nicht zuletzt an einer fehlenden Nutzung und fehlenden Investoren. Auch das Offizierskasino wurde nach einem Brand 2020 abgerissen.